# Robert Scriver
Robert Macfie Scriver (* 15. August 1914 in Browning, Montana, USA; † 29. Januar 1999 ebenda) war ein US-amerikanisch-kanadischer Bildhauer. Scriver war ein Kenner der Kultur und Geschichte der Blackfoot-Indianer und des Wilden Westens, woraus er seine bekanntesten Themen schöpfte.

## Biografie
Scriver wurde in Browning geboren, dem Hauptort des Schwarzfuß-Reservats, wo seine anglophonen Eltern aus Quebec die Browning Mercantile Company betrieben. In diesem Umfeld lernte Scriver die Geschichten des Blackfoot-Volkes und des Wilden Westens kennen, die sein späteres Werk beeinflussten.
Zunächst studierte er jedoch Musikpädagogik an verschiedenen Hochschulen, unterrichtete viele Jahre in Montana und spielte Trompete in Tanzbands. Während des Zweiten Weltkriegs diente er als Offizier in Edmonton, Alberta.

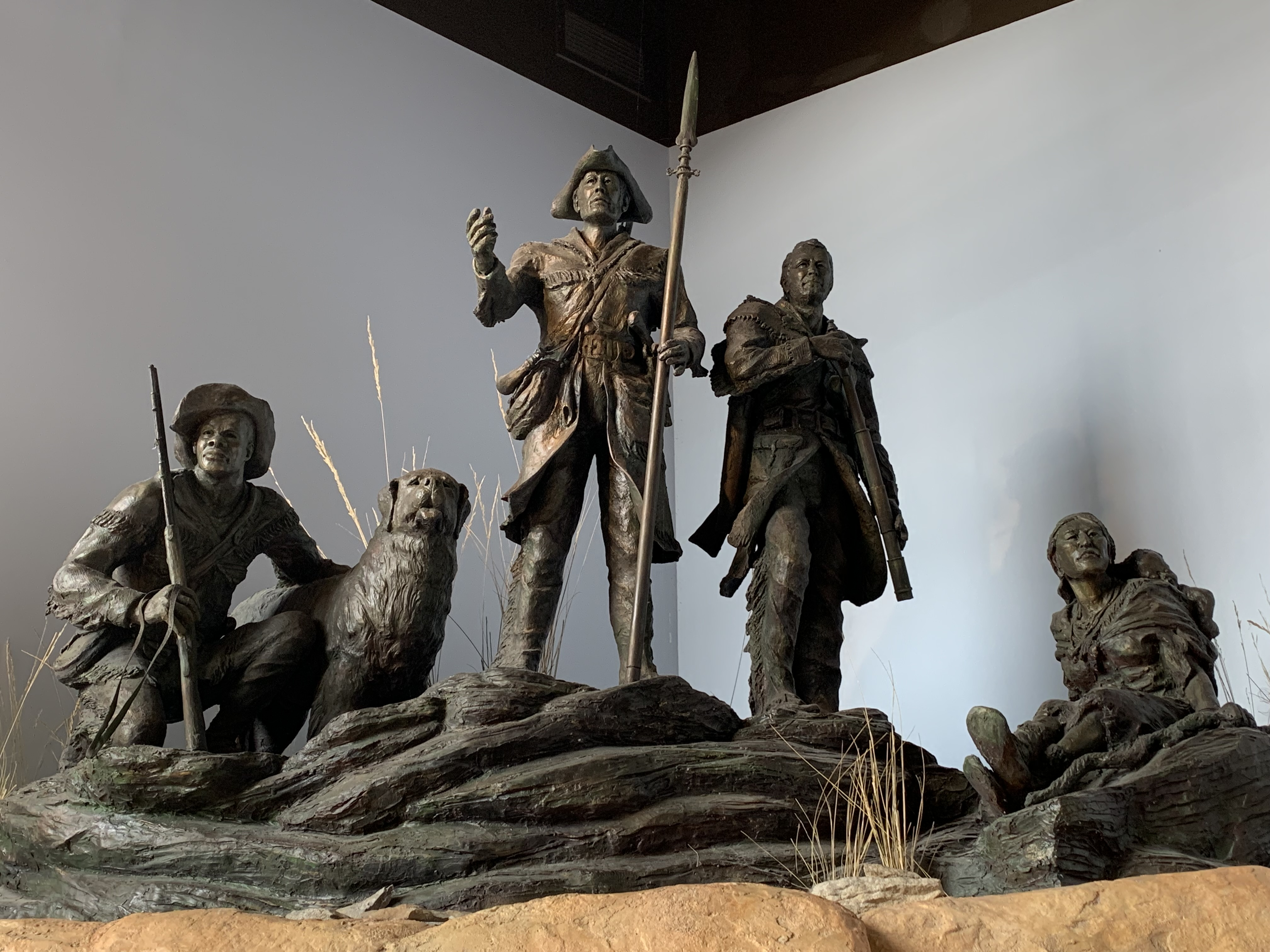
Explorers at the Portage von Robert Scriver, im Lewis and Clark National Historic Trail Interpretative Center, Great Falls (Montana). Von links nach rechts: York mit Gewehr, der Hund Seaman, Lewis, Clark und Sacajawea mit ihrem Baby

1950 begann er, als Tierpräparator zu arbeiten. Daraus entwickelte sich sein Interesse an der Bildhauerei, der er sich ab den 1960er Jahren ganz widmete. Seit 1956 hatte er in Browning sein eigenes Museum of Montana Wildlife, in dem er seine Präparate und Skulpturen zeigte. In den 1960er Jahren hatte er Ausstellungen in den USA und in Europa. Der Erfolg veranlasste ihn, ein eigenes Bronzeatelier einzurichten. In den 1970er Jahren konzentrierte er sich auf eine Serie über die Kultur und Traditionen des Blackfoot-Volkes, mit der er seit seiner Kindheit vertraut war.
Scriver wurde für seine Skulpturen vielfach ausgezeichnet. Seine Werke befinden sich in verschiedenen Museen, Ausstellungen und Privatsammlungen.
Robert „Bob“ Scriver starb im Januar 1999 im Alter von 84 Jahren.